# Jan Ziółkowski
Jan Ziółkowski (Varsovia, Polonia, 5 de junio de 2005) es un futbolista polaco que juega de defensa en el Legia de Varsovia de la Ekstraklasa. 

## Trayectoria
Ziółkowski dio sus primeros pasos en las categorías inferiores del Polonia Varsovia, uno de los principales equipos de la capital polaca. A la edad de 17 años fue fichado por el Legia de Varsovia, principal rival del Polonia con el que disputa el derbi de Varsovia, uniéndose al segundo equipo en la III Liga, cuarta categoría del sistema de ligas del país. Durante el parón de invierno de la campaña 2022-23 fue ascendido al plantel principal del Legia, aunque sin llegar a debutar en la Ekstraklasa.
Ziółkowski ha sido internacional con la selección sub-18 de Polonia. Disputó su primer partido el 24 de marzo de 2023 frente a Bulgaria, en la derrota a domicilio por 2-0 en Sofía. El defensa entró como sustituto de Philip Buczkowski en el minuto 75. En verano de 2023, el seleccionador del combinado sub-19 de Polonia, Marcin Brosz convocó al defensa para disputar el Nordic Tournament.

## Palmarés

### Títulos nacionales
| Título               | Club              | País    | Año  |
| -------------------- | ----------------- | ------- | ---- |
| Copa de Polonia      | Legia de Varsovia | Polonia | 2025 |
| Supercopa de Polonia | Legia de Varsovia | Polonia | 2025 |